# Френч Сталіна

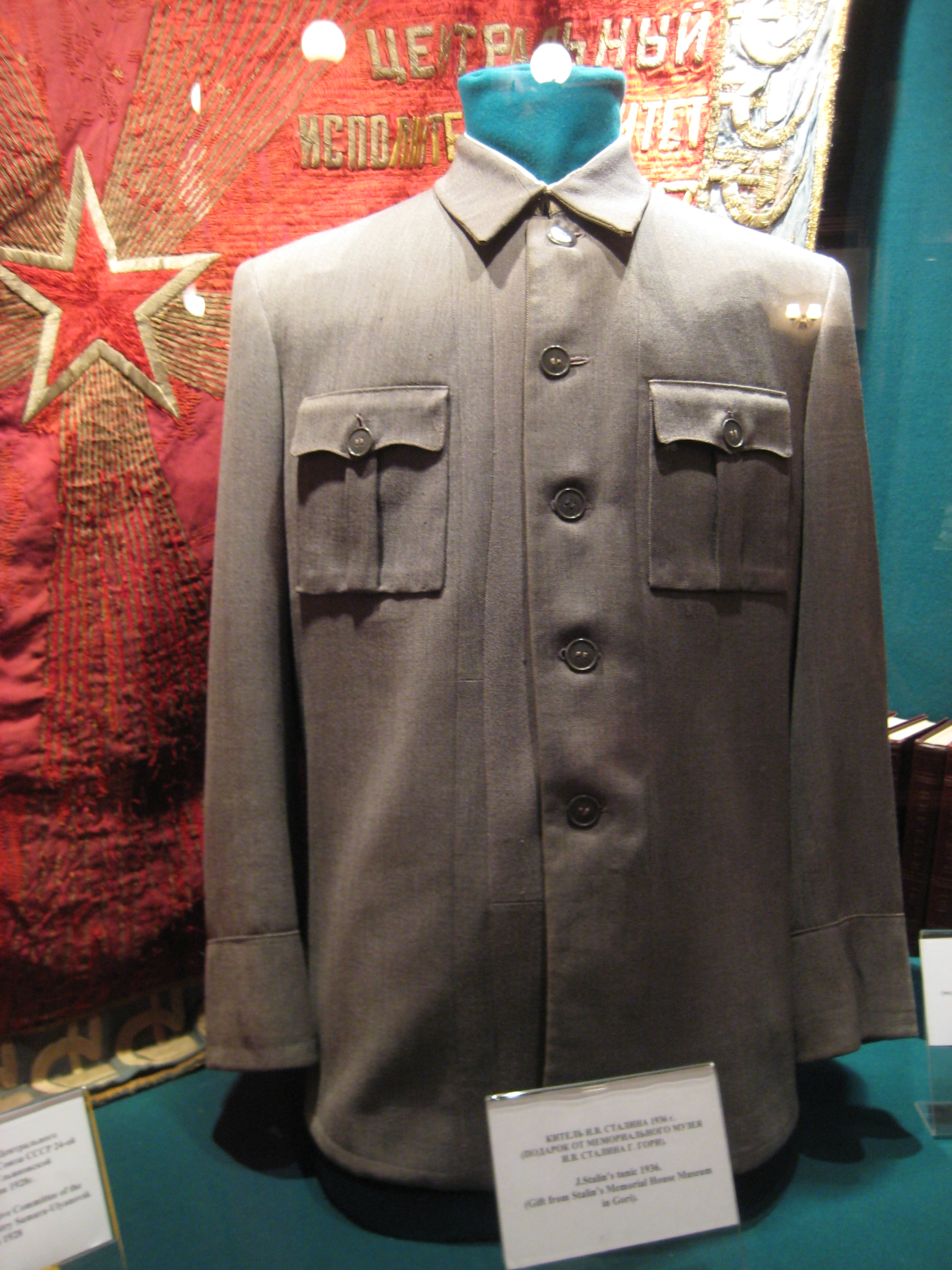
Туніка Йосипа Сталіна на виставці в його бункері в Ізмайловському районі Москви

Френч Сталіна, або «сталінка» — тип френча (військового піджаку), який носив Йосип Сталін. Протягом 1920—1950-х років «сталінка» була поширеною частиною політичної уніформи урядових чиновників у СРСР (а після Другої світової війни — і офіційними особами в радянських державах-сателітах).

## Історія
«Сталінка» походила від френча — військового піджаку, який носили в Російській імператорській армії під час Першої світової війни. Відмінність полягала в тому, що «сталінка» мала м’який відкладний комір такої висоти, щоб з-під нього було видно білу сорочку, і дві великі нагрудні кишені з клапанами. Штани були в колір «сталінки». Цей спрощений стиль виник через відмову Сталіна носити більш складний одяг, а також, зрештою, завдяки доробкам, зробленим радянськими модельєрами, які намагалися створити образ для лідера.
Вперше Сталін почав носити френч ще до Жовтневого перевороту. 1917 року він повернувся з туруханського заслання у Петроград, де оселився в квартирі Аллілуєвих (у них в інший час переховувалися Ленін та Зінов’єв). Сталін тоді був головою VI з’їзду РСДРП, проте з одягу мав лише сорочку та старий піджак — Аллілуєви купили йому новий костюм та підшили на ньому високі вставки на кшталт мундира, френча. Цей костюм згодом зображали на багатьох портретах Сталіна.
Як частину радянської пропаганди «сталінку» використовували, аби створити образ харизматичних партійний кадрів та аристократично спрямувати його проти підприємництва серед населення та проти накопичення.